# Andrej Sacharovbrug
De Andrej Sacharovbrug is een brug over de rivier de Nederrijn tussen Arnhem en Huissen, genoemd naar de Russische atoomgeleerde en Nobelprijswinnaar Andrej Sacharov. Op 3 november 1987 werd de brug in gebruik genomen. In de volksmond heet de brug ook Pleijbrug.
De brug is onderdeel van de Pleijroute die zorgt voor een aansluiting van de N325 uit Nijmegen op Knooppunt Velperbroek ten oosten van Arnhem. Omdat de brug is gelegen aan de zuidkant van Arnhem, wordt het centrum ontlast.
Met 760 meter is de Andrej Sacharovbrug de langste Arnhemse Rijnbrug. De brug, gelegen op Rkm 879,90, is een kokerliggerbrug ontworpen door ingenieursbureau BVN. De hoofdoverspanning is 133 meter, de zijoverspanningen zijn 80 meter.
Aanvankelijk heette het bouwwerk de Koningspleijbrug. Begin 1990 besloot de gemeente Arnhem op initiatief van burgemeester Paul Scholten de brug te vernoemen naar Sacharov, zoals de andere twee Rijnbruggen in de stad eerder ook naar vrijheidsstrijders waren genoemd. Op 29 september 1990 werd de brug onder de nieuwe naam gedoopt door Jelena Bonner, Sacharovs weduwe.